# Sông Mã (huyện)
Sông Mã là một huyện miền núi nằm ở phía tây nam của tỉnh Sơn La, Việt Nam.

## Địa lý
Huyện Sông Mã nằm ở phía tây nam tỉnh Sơn La, có vị trí địa lý:
- Phía bắc giáp huyện Thuận Châu
- Phía nam giáp huyện Sốp Cộp và giáp Lào
- Phía đông giáp huyện Mai Sơn
- Phía tây giáp huyện Điện Biên Đông, tỉnh Điện Biên.

Huyện Sông Mã có diện tích tự nhiên 164.220 ha, dân số năm 2019 là 154.224 người. Mật độ dân số đạt 94 người/km², gồm 6 dân tộc: Thái, Kinh, Mông, Xinh Mun, Khơ Mú, Kháng.
Huyện Sông Mã có địa bàn kéo dài dọc sông Mã, địa hình khá phức tạp, bị chia cắt mạnh bởi các dãy núi cao chạy theo hướng tây bắc - đông nam xen kẽ với các thung lũng và hệ thống sông, suối. Hệ thống núi dọc biên giới Việt - Lào của huyện có độ cao từ 306 - 1819m so với mực nước biển. Điểm thấp nhất là cánh đồng Nà Co Nghe, bản Trại Phong, xã Chiềng Cang và điểm cao nhất là đỉnh núi bản Huổi Hưa, xã Mường Cai, độ dốc chung toàn huyện từ 250 - 300m. Phần lớn là địa hình cao và dốc gây khó khăn cho việc phát triển kinh tế - xã hội, xây dựng cơ sở hạ tầng; các khu vực bằng và thung lũng chiếm tỉ lệ nhỏ phân bố rải rác tạo ra tiểu vùng khí hậu phù hợp với nhiều loại cây trồng, con giống khác nhau.
Diện tích đất thuận lợi cho sản xuất nông nghiệp là 22.545ha chiếm 13,82% tổng diện tích tự nhiên, trong đó đất để canh tác ruộng nước 1.700 ha chiếm 0,9% diện tích đất nông nghiệp, còn lại hầu hết là đất dốc. Đất có rừng có 55.814ha chiếm 34%, đất chưa sử dụng 93.364 ha chiếm 57,23% tổng diện tích đất tự nhiên.

## Hành chính
Huyện Sông Mã có 19 đơn vị hành chính cấp xã trực thuộc, bao gồm thị trấn Sông Mã (huyện lỵ) và 18 xã: Bó Sinh, Chiềng Cang, Chiềng En, Chiềng Khoong, Chiềng Khương, Chiềng Phung, Chiềng Sơ, Đứa Mòn, Huổi Một, Mường Cai, Mường Hung, Mường Lầm, Mường Sai, Nà Nghịu, Nậm Mằn, Nậm Ty, Pú Bẩu, Yên Hưng.
| Đơn vị hành chính cấp xã | Thị trấn Sông Mã | Xã Bó Sinh | Xã Chiềng Cang | Xã Chiềng En | Xã Chiềng Khoong | Xã Chiềng Khương | Xã Chiềng Phung | Xã Chiềng Sơ | Xã Đứa Mòn | Xã Huổi Một | Xã Mường Cai | Xã Mường Hung | Xã Mường Lầm | Xã Mường Sai | Xã Nà Nghịu | Xã Nậm Mằn | Xã Nậm Ty | Xã Pú Bẩu | Xã Yên Hưng |
| --- | ---------------- | ---------- | -------------- | ------------ | ---------------- | ---------------- | --------------- | ------------ | ---------- | ----------- | ------------ | ------------- | ------------ | ------------ | ----------- | ---------- | --------- | --------- | ----------- |
| Diện tích (km²) | 4,31             | 62,31      | 132,22         | 66,18        | 102,10           | 85,61            | 73,66           | 60,66        | 133,98     | 140,16      | 151,77       | 93,87         | 33,12        | 64,22        | 101,68      | 100,50     | 128,24    | 25,34     | 79,65       |
| Dân số (người) | 7.121            | 5.465      | 13.029         | 6.380        | 14.854           | 12.788           | 5.627           | 8.644        | 8.520      | 7.580       | 6.095        | 9.682         | 5.743        | 4.686        | 17.151      | 3.381      | 9.600     | 3.148     | 7.291       |
| Mật độ dân số (người/km²) | 1.652            | 88         | 99             | 96           | 146              | 149              | 76              | 143          | 64         | 54          | 40           | 103           | 173          | 73           | 169         | 34         | 75        | 124       | 92          |
| Nguồn: Báo cáo thuyết minh tổng hợp Quy hoạch sử dụng đất thời kì 2021 – 2030, tầm nhìn đến năm 2050 và kế hoạch sử dụng đất năm 2022 huyện Sông Mã, tỉnh Sơn La (Diện tích, Dân số trang 22+23) (Niên giám thống kê năm 2020 huyện Sông Mã) |                  |            |                |              |                  |                  |                 |              |            |             |              |               |              |              |             |            |           |           |             |

## Lịch sử

### Thời Pháp thuộc (1884-1945)
Dưới thời Pháp thuộc (trước cách mạng tháng 8/1945) chưa có huyện Sông Mã, lúc đó ba vùng đất của Sông Mã thuộc ba châu khác nhau. Vùng Sốp Cộp là một tổng thuộc Mường Thanh (Điện Biên), vùng Mường Lầm thuộc Mường Muổi (Thuận Châu), vùng Mường Hung thuộc Mường Mụa (Mai Sơn).

### Sau cách mạng tháng 8 năm 1945
Ngày 7 tháng 3 năm 1953, Khu ủy Tây Bắc quyết định tách ba vùng: Sốp Cộp (thuộc Điện Biên), Mường Lầm (thuộc Thuận Châu) và Mường Hung (thuộc Mai Sơn) gộp lại thành lập châu mới là châu Sông Mã, thuộc tỉnh Sơn La. Từ 1953 đến giữa năm 1962 gọi là châu Sông Mã và từ giữa năm 1962 đến nay gọi là huyện Sông Mã.
Khi thành lập, huyện Sông Mã gồm 24 xã: Chiềng Ban, Chiềng Cang, Chiềng Đen, Chiềng En, Chiềng Khoong, Chiềng Khương, Chiềng Phung, Chiềng Sơ, Dồm Cang, Đứa Mòn, Huổi Một, Mường Cai, Mường Hung, Mường Lầm, Mường Lạn, Mường Lèo, Mường Và, Nà Nghịu, Nậm Mằn, Pắc Ma, Pú Bẩu, Púng Bánh, Sốp Cộp và Yên Hưng.
Tháng 3 năm 1953, châu Sông Mã chuyển trung tâm từ bản Lấu Ngày (xã Mường Lầm) về khu cánh kiến (nay thuộc xã Nà Nghịu) và đến đầu năm 1976 châu Sông Mã chuyển trung tâm từ khu cánh kiến về địa điểm mới (Thị trấn hiện nay).
Ngày 26 tháng 10 năm 1961, Hội đồng Chính phủ ban hành Quyết định số 173-CP. Theo đó, giải thể xã Mường Cai, địa bàn sáp nhập vào các xã Mường Và, Chiềng Khoong và Mường Lạn.

### Từ năm 1976 đến nay
Ngày 13 tháng 4 năm 1977, thành lập thị trấn Sông Mã (thị trấn huyện lỵ huyện Sông Mã) trên cơ sở tách một phần diện tích và dân số của xã Nà Nghịu.
Ngày 25 tháng 7 năm 1978, đổi tên xã Chiềng Ban thành xã Nậm Lạnh, đổi tên xã Chiềng Đen thành xã Nậm Ty và đổi tên xã Pắc Ma thành xã Bó Sinh.
Ngày 16 tháng 1 năm 1979, tái lập xã Mường Cai trên cơ sở tách một số bản thuộc các xã Sốp Cộp, Chiềng Khoong, Mường và Mường Lạn.
Ngày 13 tháng 3 năm 1979, chuyển xã Mường Sai thuộc huyện Mai Sơn về huyện Sông Mã quản lý.
Ngày 11 tháng 1 năm 1986, chia xã Púng Bánh thành 2 xã: Púng Bánh và Sam Kha.
Cuối năm 2002, huyện Sông Mã có 27 đơn vị hành chính, bao gồm thị trấn Sông Mã và 26 xã: Bó Sinh, Chiềng Cang, Chiềng En, Chiềng Khoong, Chiềng Khương, Chiềng Phung, Chiềng Sơ, Dồm Cang, Đứa Mòn, Huổi Một, Mường Cai, Mường Hung, Mường Lầm, Mường Lạn, Mường Lèo, Mường Sai, Mường Và, Nà Nghịu, Nậm Lạnh, Nậm Mằn, Nậm Ty, Pú Bẩu, Púng Bánh, Sam Kha, Sốp Cộp, Yên Hưng.
Ngày 2 tháng 12 năm 2003, tách 8 xã: Sốp Cộp, Mường Lạn, Dồm Cang, Sam Kha, Mường Và, Mường Lèo, Púng Bánh và Nậm Lạnh để thành lập huyện Sốp Cộp.
Huyện Sông Mã còn lại 1 thị trấn và 18 xã như hiện nay.
Ngày 1 tháng 2 năm 2025, điều chỉnh một phần diện tích tự nhiên và dân số của xã Nà Nghịu về thị trấn Sông Mã quản lý.

## Kinh tế
Trong những năm gần đây, kinh tế của huyện Sông Mã luôn tăng trưởng khá. Cơ cấu kinh tế chuyển dịch tích cực. Các thành phần kinh tế đều có bước phát triển khá. Kết cấu hạ tầng có nhiều tiến bộ, góp phần thúc đẩy phát triển kinh tế - xã hội. Giá trị tổng sản phẩm huyện Sông Mã năm sau cao hơn năm trước. Sản xuất nông nghiệp - lâm nghiệp và kinh tế nông thôn liên tục phát triển khá theo hướng sản xuất hàng hóa. Diện tích cây ăn quả được duy trì và phát triển.
Chăn nuôi phát triển khá toàn diện và đa dạng. Nhiều mô hình kinh tế trang trại, chăn nuôi tập trung, bán công nghiệp có hiệu quả đang hình thành và nhân rộng; các dự án khoanh nuôi và bảo vệ vốn rừng, tái tạo môi sinh, môi trường được quan tâm thực hiện.
Thế mạnh kinh tế của huyện Sông Mã chủ yếu là một số cây ăn quả, cây lương thực như nhãn, ngô, một số vật nuôi như: trâu, bò, dê, ba ba gai, cá lăng và một số dịch vụ.
Những ngành phát triển mạnh tại huyện Sông Mã thời điểm này chủ yếu là nông - lâm nghiệp, công nghiệp - xây dựng và chế biến sản phẩm nông nghiệp như: Nhãn, ngô.

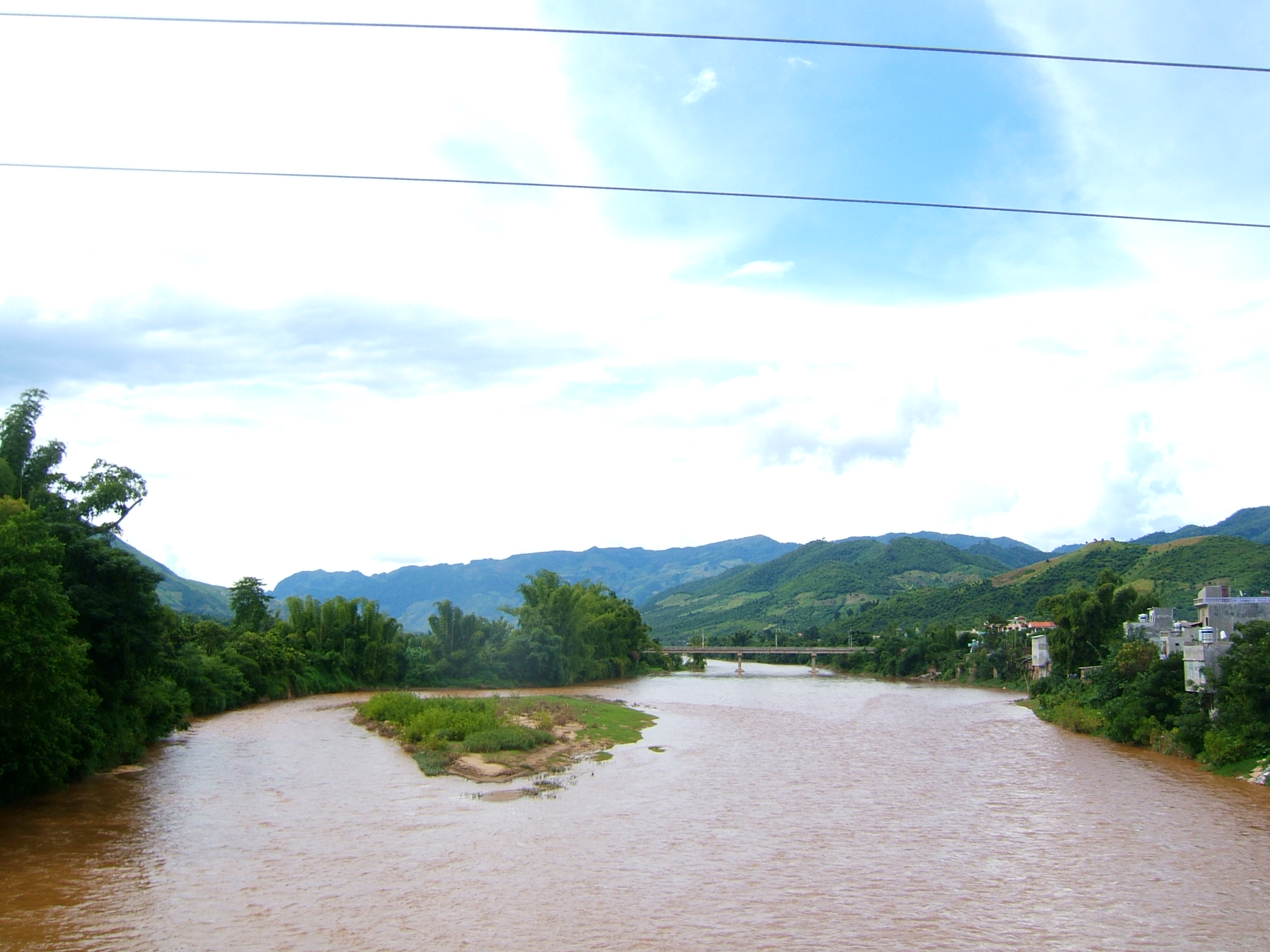
Địa hình huyện Sông Mã, bên phải là một phần thị trấn Sông Mã

### Dân số
Huyện Sông Mã có dân số năm 2020 là 156.785 người, trong đó dân số nam 79.580 người, chiếm 50,76%; dân số nữ 77.205 người, chiếm 49,24%; dân số khu vực thành thị 7.121 người, chiếm 4,54%; dân số khu vực nông thôn 149.664 người, chiếm 95,46% tổng dân số; tỷ lệ tăng dân số tự nhiên 1,32%.

## Du lịch
Huyện Sông Mã có 2 di tích lịch sử được công nhận xếp hạng Di tích Lịch sử - Văn hoá cấp tỉnh:
- Di tích Cây đa Mường Hung được công nhận xếp hạng Di tích Lịch sử - Văn hoá cấp tỉnh theo Quyết định số 1214/QĐ-UBND ngày 28/4/2006 của UBND tỉnh Sơn La về việc xếp hạng Di tích Lịch sử - Văn hoá cấp tỉnh.
- Di tích Đền thờ Hai Bà Trưng (bản Nam Tiến, xã Chiềng Khương) được công nhận xếp hạng Di tích Lịch sử - Văn hoá cấp tỉnh theo Quyết định số 2636/QĐ-UBND ngày 11/11/2011 của UBND tỉnh Sơn La về việc xếp hạng Di tích Lịch sử - Văn hoá và danh lam thắng cảnh cấp tỉnh.

Huyện Sông Mã có dòng sông Mã, núi Mường Hung, có bài hát "Tình ca Tây Bắc", nơi đây có nhiều suối nước nóng, nhiều hang động đẹp, có thể xây dựng thành các điểm du lịch, đặc biệt là quần thể động Ten Ư (Chiềng Sơ) gồm 36 hang động đẹp.